# تعقیب مرگبار
تعقیب مرگبار (ایتالیایی: Il commissario Verrazzano) یک فیلم ایتالیایی به کارگردانی فرانکو پروسپری است که در سال ۱۹۷۸ منتشر شد.

## بازیگران
- لوک مرندا
- ژانت اوگرن
- لوچانا پالوتزی
- ماریا باکسا
- آتیلیو دوتزیو
- گلوریا پیه‌دیمونته
- کریس آورام
- ایزارکو راوائیولی
- جاکومو ریتسو
- ادموندو تیـِگی
- پاتریتسیا گوری